# Borowa (gemeente)
De gemeente Borowa is een landgemeente in het Poolse woiwodschap Subkarpaten, in powiat Mielecki.
De zetel van de gemeente is in Borowa.
Op 30 juni 2005, telde de gemeente 5619 inwoners.

## Oppervlakte gegevens
In 2005, gmina Borowa 55,47 km², waarvan:
- agrarisch gebied: 81%
- bossen: 1%

De gemeente beslaat 6,3% van de totale oppervlakte van de powiat.

## Demografie
Stand op 30 juni 2005:
| Omschrijving                   | Totaal | Totaal | Vrouwen | Vrouwen | Mannen | Mannen |
| ------------------------------ | ------ | ------ | ------- | ------- | ------ | ------ |
| eenheid                        | aantal | %      | aantal  | %       | aantal | %      |
| inwoners                       | 5619   | 100    | 2800    | 49,8    | 2819   | 50,2   |
| bevolkingsdichtheid (inw./km²) | 101,5  | 101,5  | 50,5    | 50,5    | 50,8   | 50,8   |

In 2002 bedroeg het gemiddelde inkomen per inwoner 1248,9 zł.

## Plaatsen
- Borowa
- Gliny Małe
- Gliny Wielkie
- Górki
- Łysakówek
- Orłów
- Pławo
- Sadkowa Góra
- Surowa
- Wola Pławska

## Aangrenzende gemeenten
Czermin, Gawłuszowice, Mielec, Połaniec